# Erminio Cartoni
Erminio Cartoni (Fabriano, 30 agosto 1919 – ...) è stato un calciatore italiano, di ruolo Ala.

## Carriera
Dal 1939 al 1941 ha disputato due stagioni in Serie B, la prima a Lodi con il Fanfulla, la seconda a Macerata. Nel 1949 viene messo in lista di trasferimento dalla Maceratese.

## Palmarès

### Club

#### Competizioni nazionali
- Serie C: 1

Macerata: 1938-1939 (girone F)